# Cayambe (vulkan)
Cayambe är en vulkan i Ecuador. Den ligger i den centrala delen av landet, 70 km öster om huvudstaden Quito. Toppen på Cayambe är 5 790 meter över havet.
Terrängen runt Cayambe är huvudsakligen bergig, men norrut är den kuperad. Cayambe är den högsta punkten i trakten. Runt Cayambe är det ganska tätbefolkat, med 62 invånare per kvadratkilometer. Närmaste större samhälle är Cayambe, 17,7 km väster om Cayambe. Trakten runt Cayambe består i huvudsak av gräsmarker.

## Ekvator och jordaxel
Cayambes sydsida ligger på ekvatorn. Där ligger världens högsta punkt på ekvatorn på en höjd av 4 690 m.ö.h. Det är samtidigt den enda plats på ekvatorn med permanent snötäcke.
Genom sin höjd och sitt läge på ekvatorn är Cayambes topp den punkt på jorden som ligger allra längst från jordaxeln. Därigenom är det världens snabbaste punkt, som roterar runt jordaxeln med en hastighet av 1675,89 km/h. Det ska inte förväxlas med Chimborazo vars topp är den punkt som ligger längst från jordens medelpunkt. Chimborazo ligger dock något längre från ekvatorn och har därmed ett kortare vinkelrätt avstånd till jordaxeln.